# ميخائيل تود (عازف باس)
ميخائيل تود (بالإنجليزية: Michael Todd)‏ هو عازف باس أمريكي، ولد في 19 أغسطس 1980 في كينغستون في الولايات المتحدة.

## وصلات خارجية
- مايكل تود على موقع ميوزك برينز (الإنجليزية)
- مايكل تود على موقع ديسكوغز (الإنجليزية)